# Luminisme aux États-Unis
Pour un article plus général, voir Luminisme.
Le luminisme est un mouvement artistique américain dérivé de l'Hudson River School, apparu en 1848 et ayant pris fin vers 1880.

## Caractéristiques
Le luminisme a une approche plus contemplative du paysage et tempère la vision mystique de la nature au profit d’une représentation moins grandiose, plus intime et aux tonalités plus douces. Il met ainsi l'accent sur l'importance du rendu atmosphérique, la mise en valeur des effets de la lumière directe et de la lumière reflétée, notamment des reflets de la lumière sur l’eau.
Par rapport à la première génération de l'Hudson River School, les luministes abordent la peinture de paysage avec davantage de réalisme. Ils réalisent des tableaux extrêmement détaillés, recourant à une technique précise, forgée dans les écoles européennes (notamment celle de Düsseldorf qui accueillait alors de nombreux peintres américains), qui ne laisse pratiquement pas de traces du travail du pinceau, manière qui influencera plus tard les hyperréalistes.
Bien qu'il ait avec l'impressionnisme le même souci des effets de la lumière, les deux styles sont opposés. Le Luminisme se caractérise par une attention au détail et la dissimulation des coups de pinceau, tandis qu'à l'inverse l'impressionnisme est caractérisé par le manque de détail et l'accent mis sur les coups de pinceau.

## Historique du terme
Le terme est introduit par les historiens de l'art au milieu du XXe siècle (pour la première fois en 1954 par John Baur, directeur du Whitney Museum of American Art de New York), les artistes qui ont peint dans ce style n'ayant pas décrit leur propre travail comme faisant partie d'un quelconque mouvement appelé « luminisme », de nombreux autres historiens de l'art disent le terme problématique.

## Principaux représentants
- Robert Salmon (en)
- Fitz Henry Lane
- George Caleb Bingham
- John Frederick Kensett
- Mary Blood Mellen (en)
- James Augustus Suydam
- Martin Johnson Heade
- Sanford Robinson Gifford
- Jasper Francis Cropsey
- Frederic Edwin Church
- David Johnson
- Albert Bierstadt
- Edmund Darch Lewis
- Alfred Thompson Bricher

## Galerie

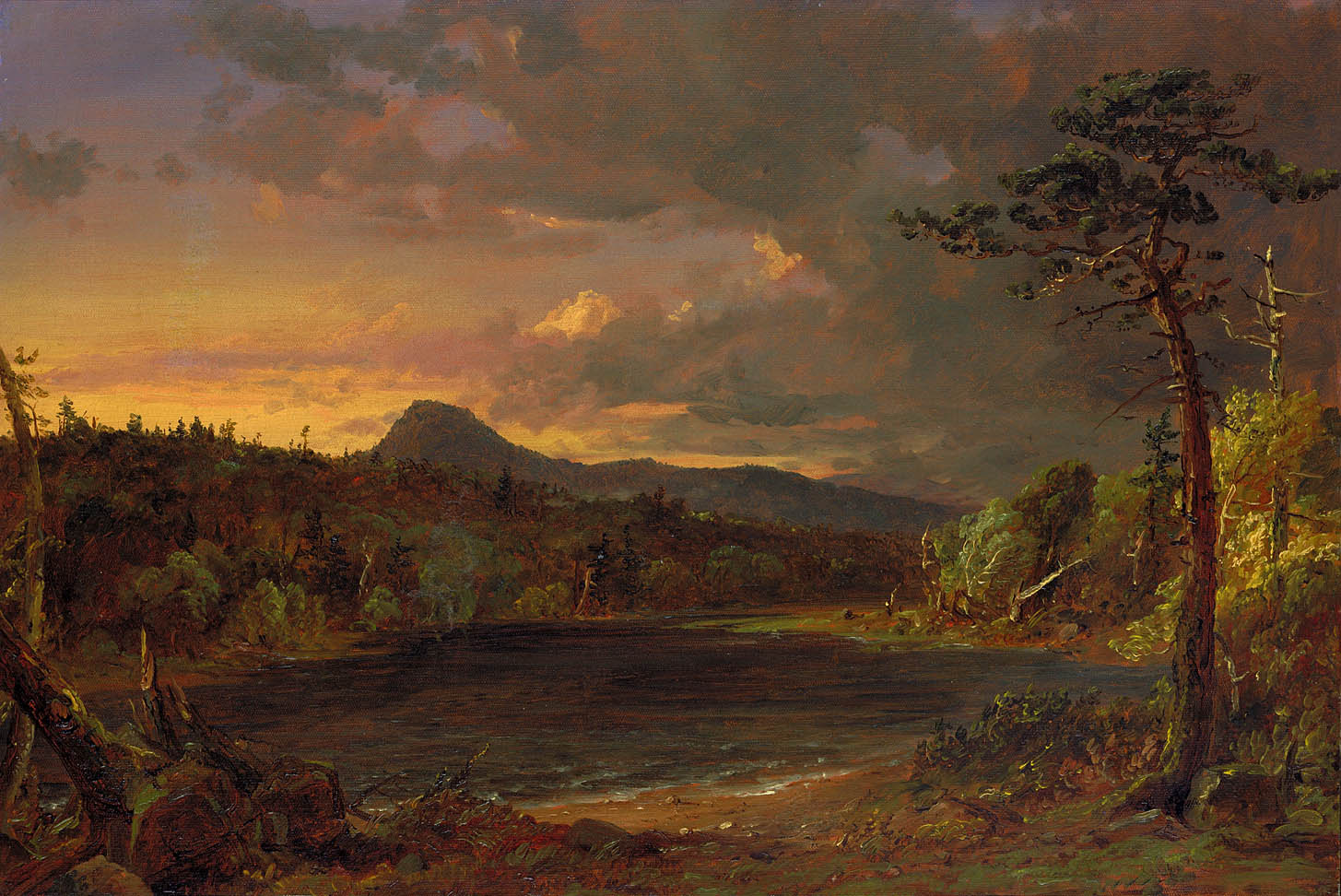
Jasper Francis Cropsey: Catskill Creek, (1850)
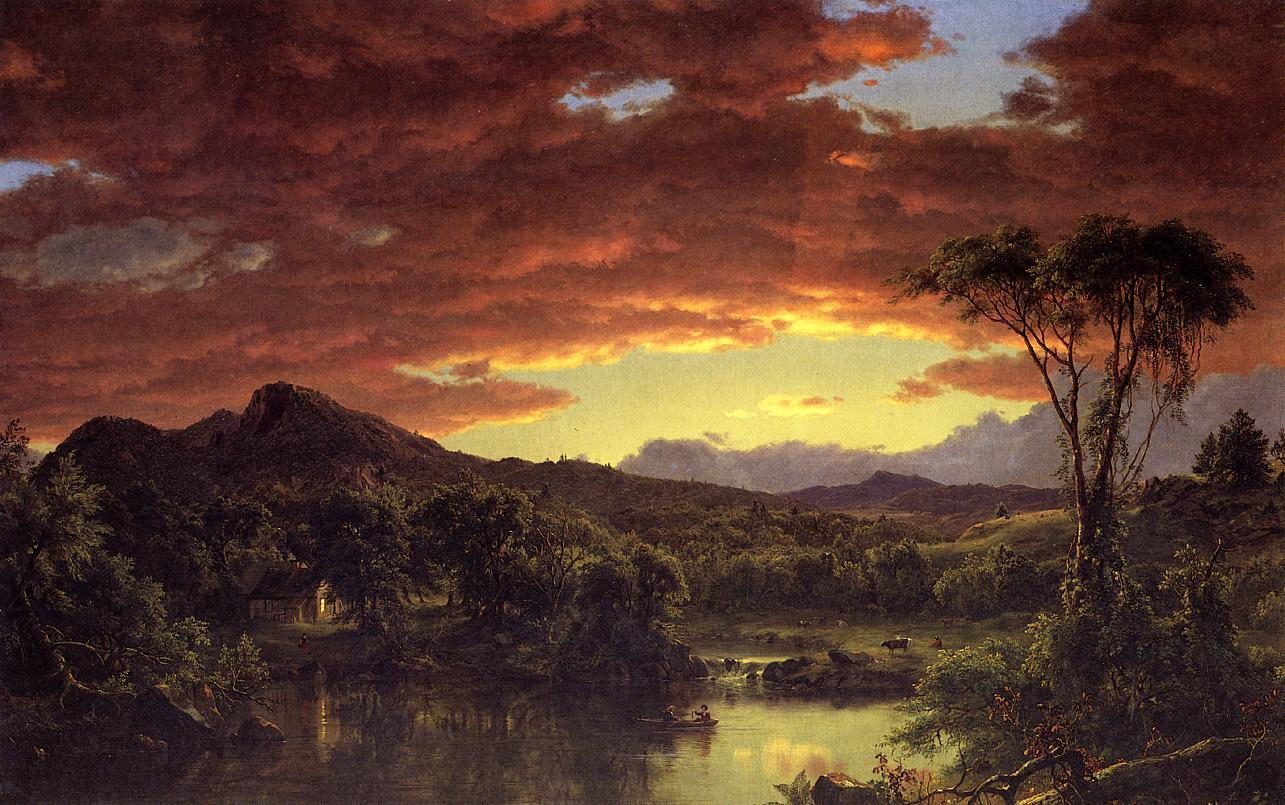
Frederic Edwin Church: A Country Home, (1854)
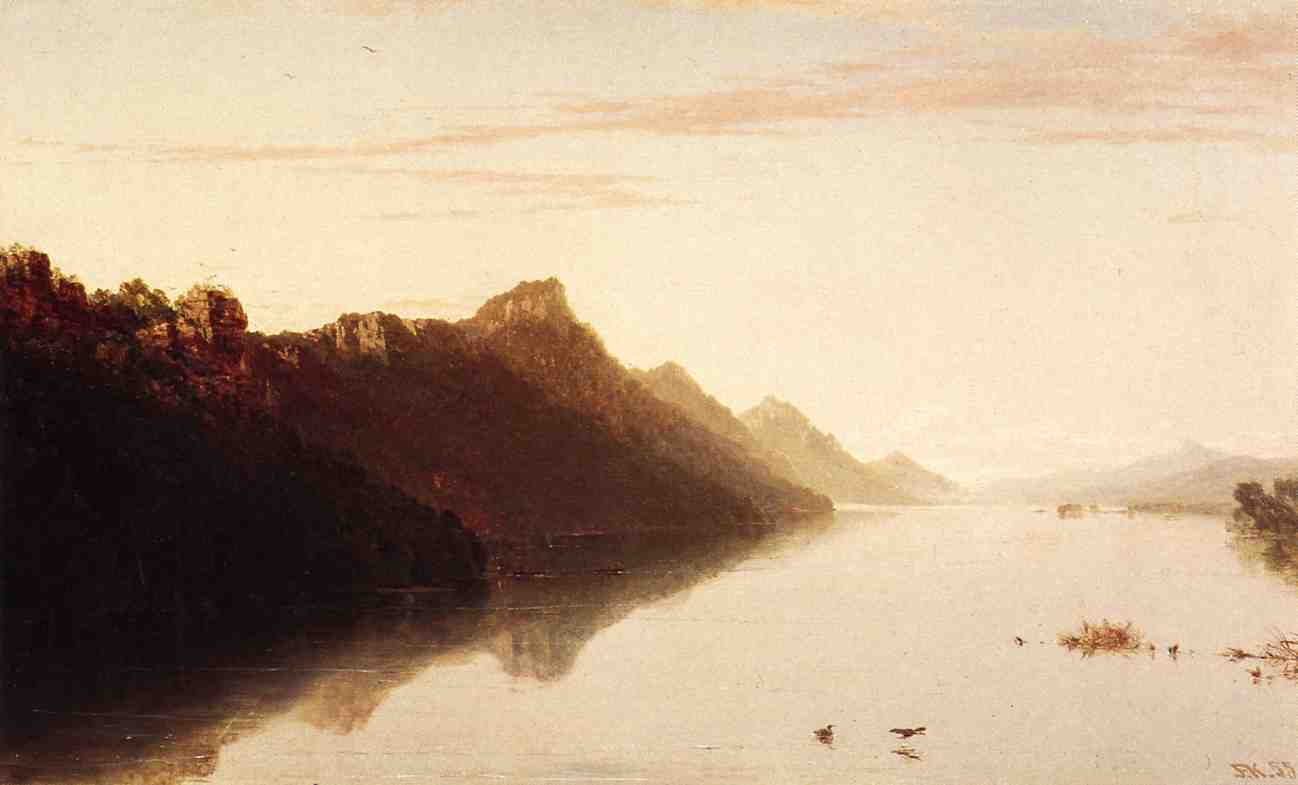
John Frederick Kensett: Upper Mississippi, (1855)
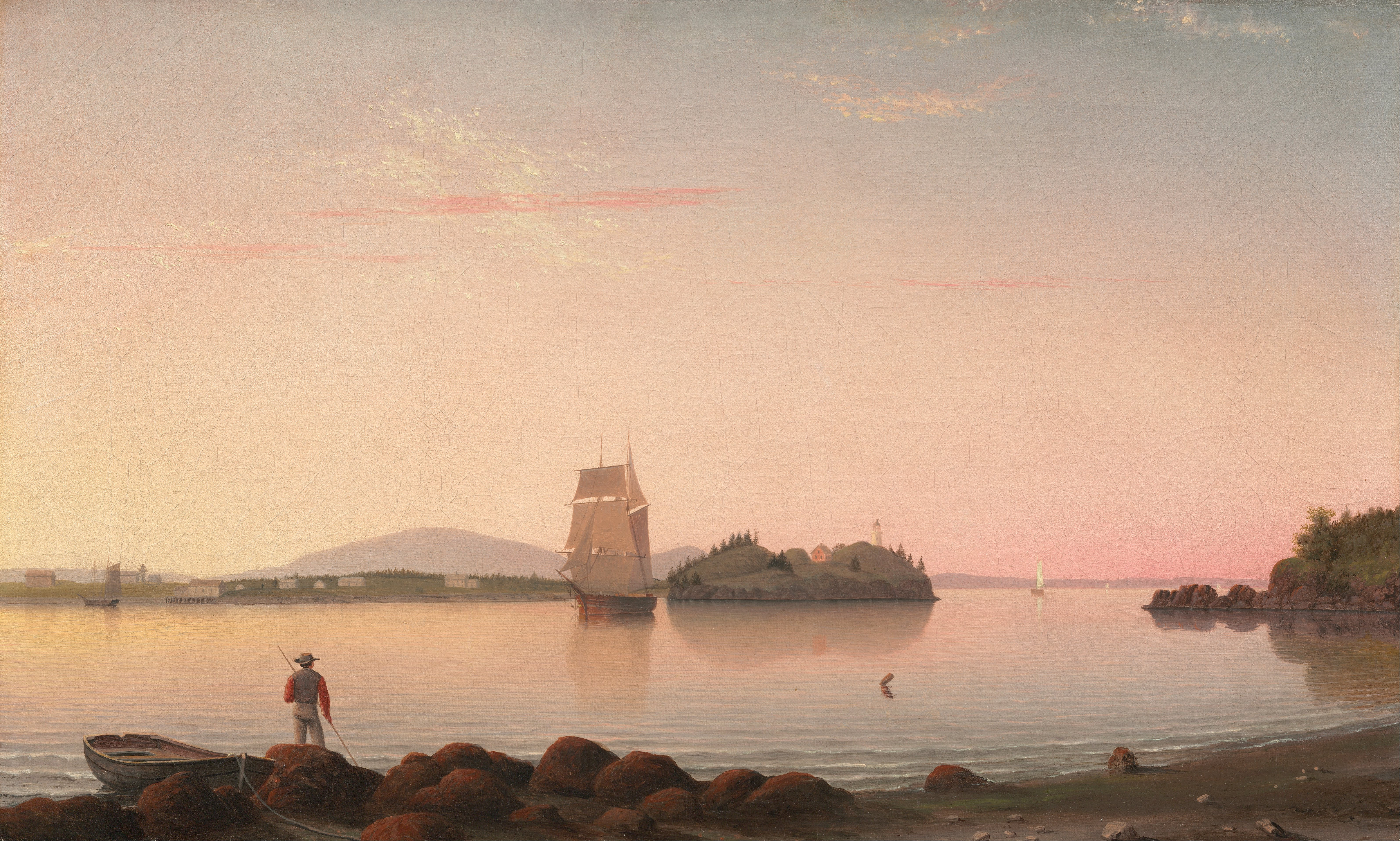
Fitz Hugh Lane: Owl’s Head, Penobscot Bay, Maine, (1862)
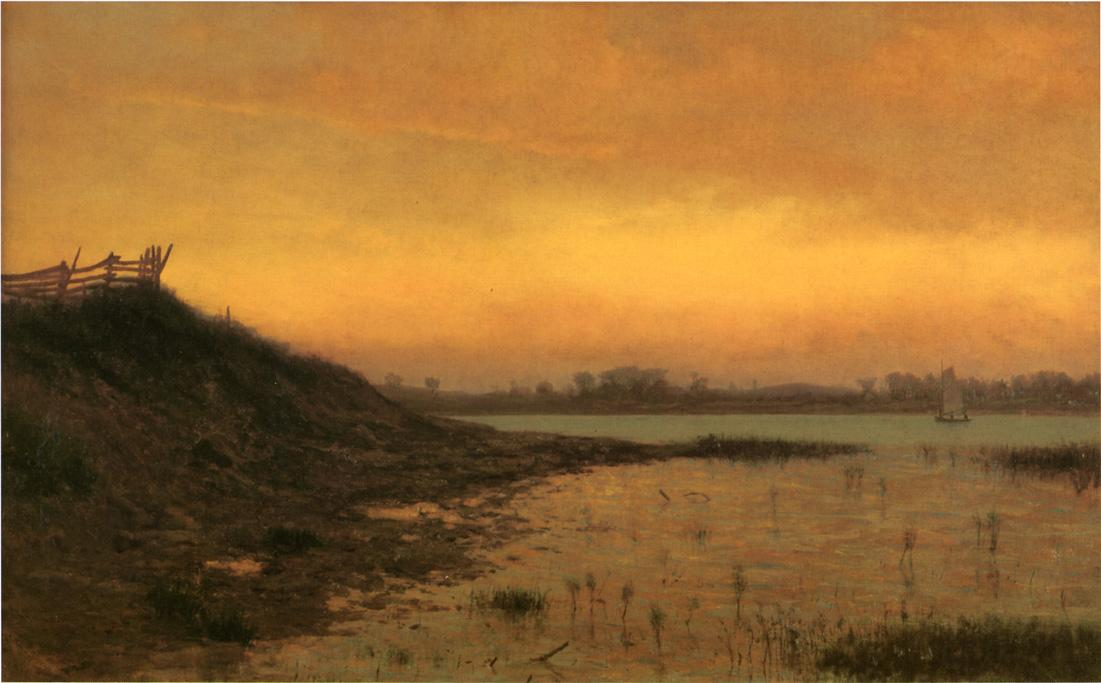
James Augustus Suydam: Long Island, (1862)
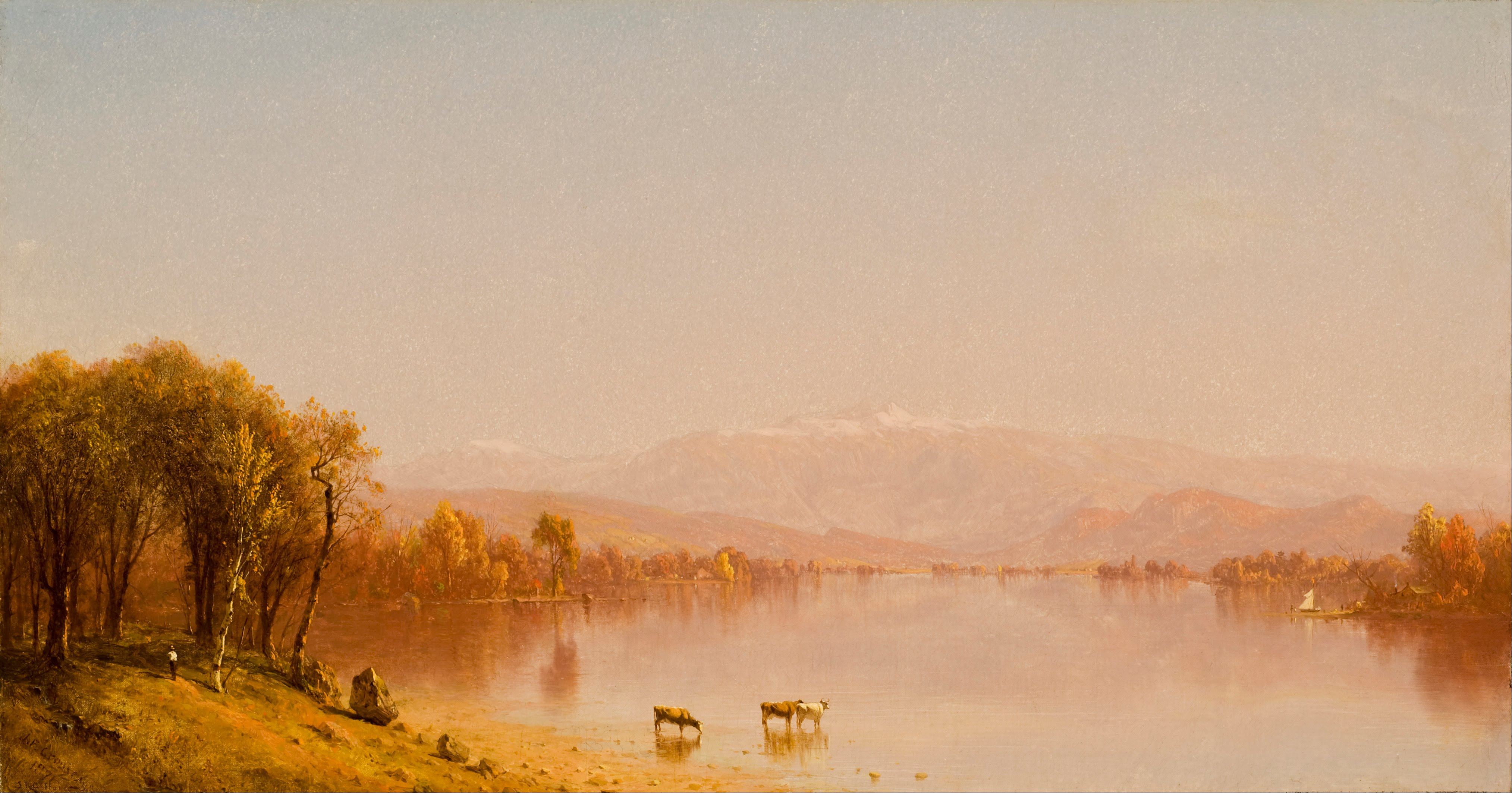
Sanford Robinson Gifford: Indian Summer in the White Mountains, (1862)
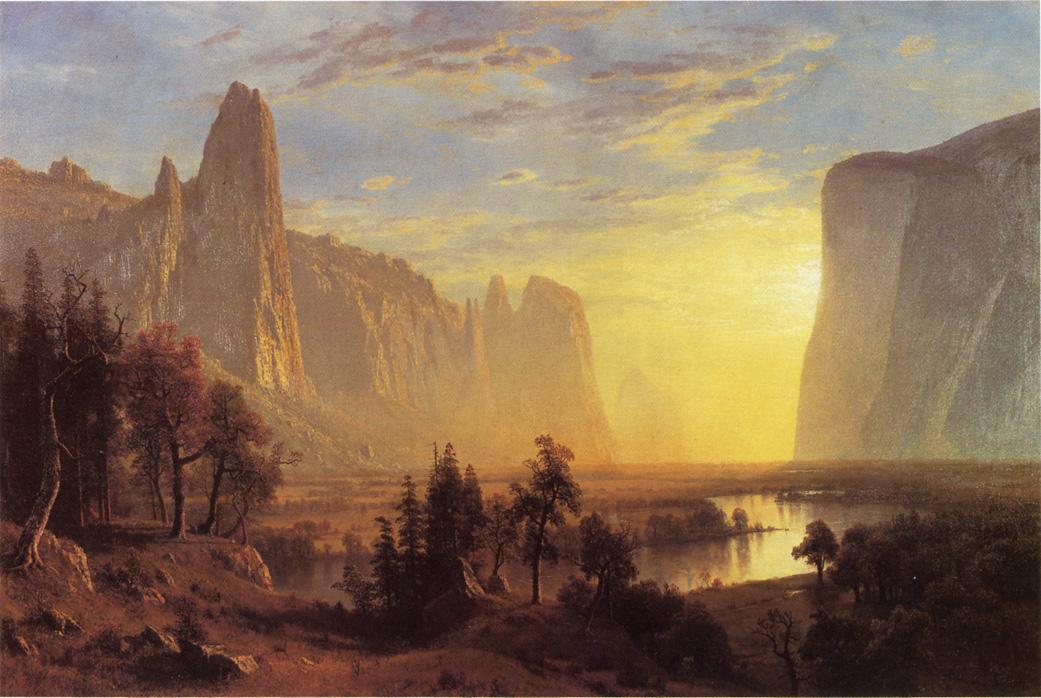
Albert Bierstadt: Yosemite Valley, Yellowstone Park, (1868)
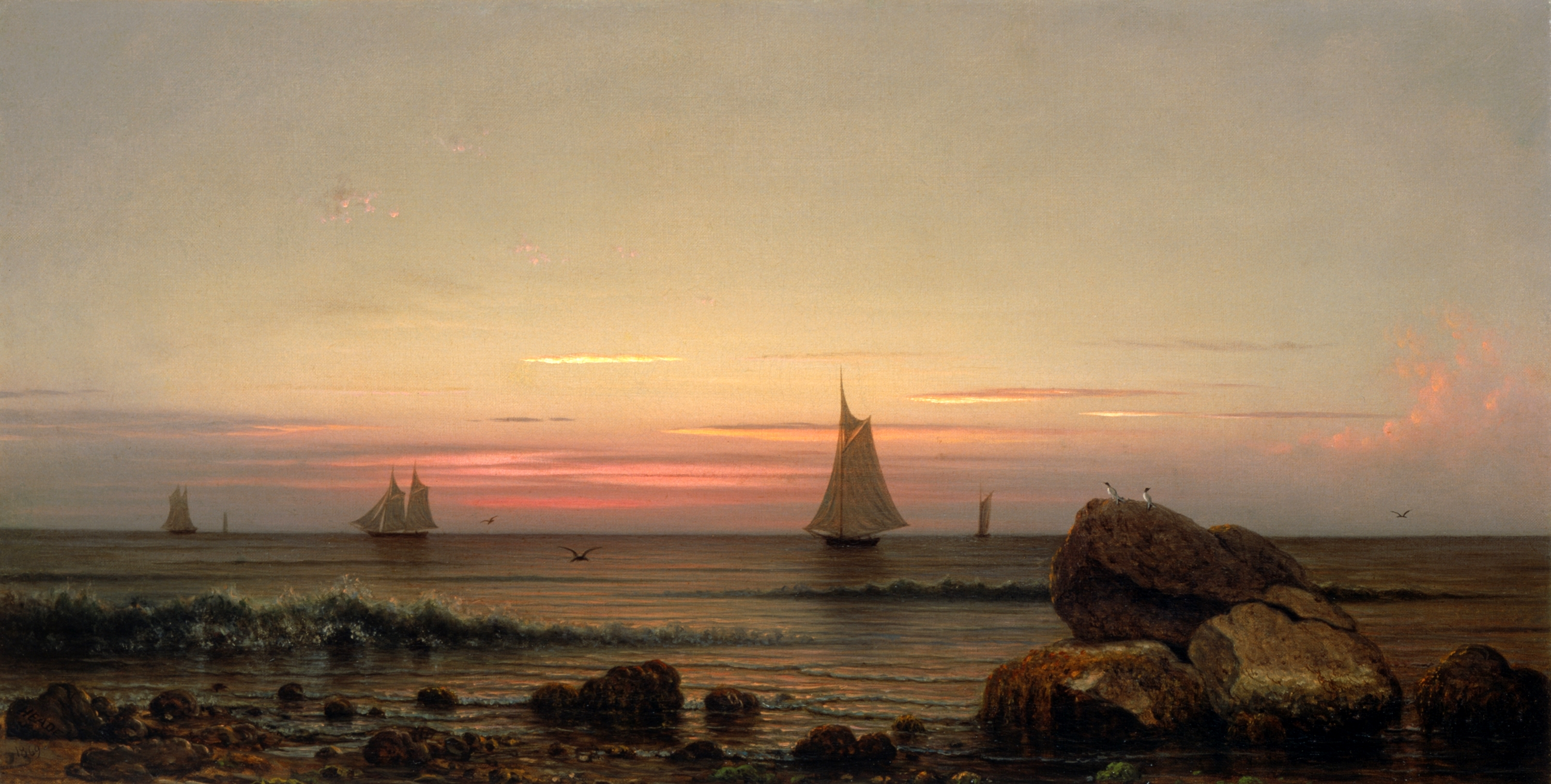
Martin Johnson Heade: Sailing off the Coast, (1869)
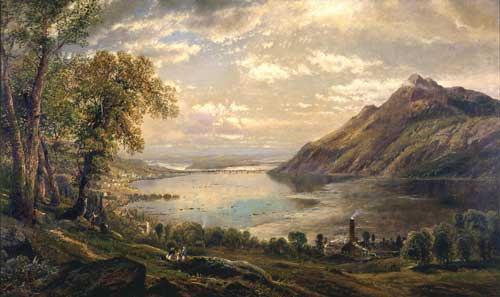
Edmund Darch Lewis: The Susquehanna at Duncannon, (1872)
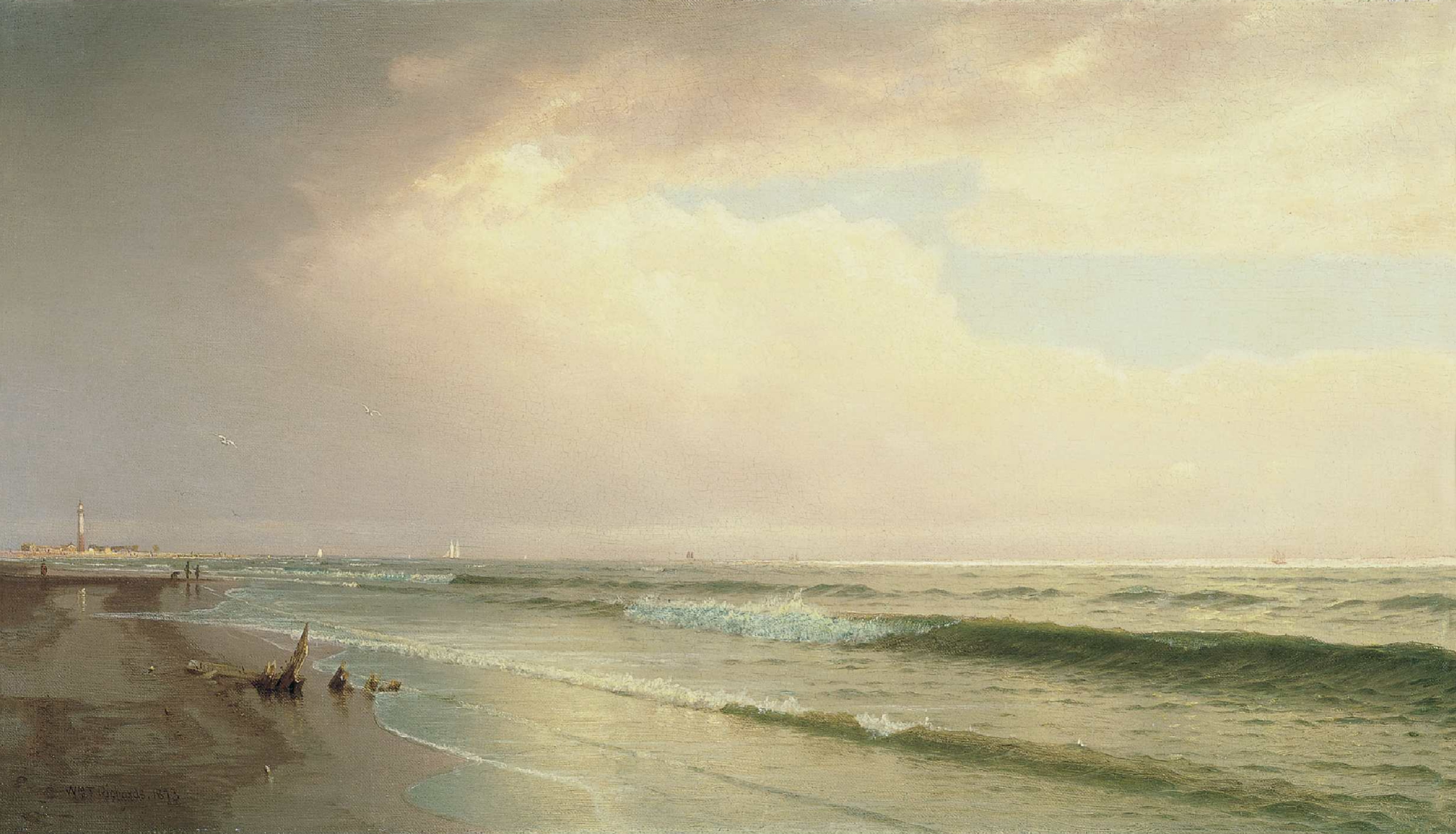
William Trost Richards: Seascape with Distant Lighthouse, (1873)
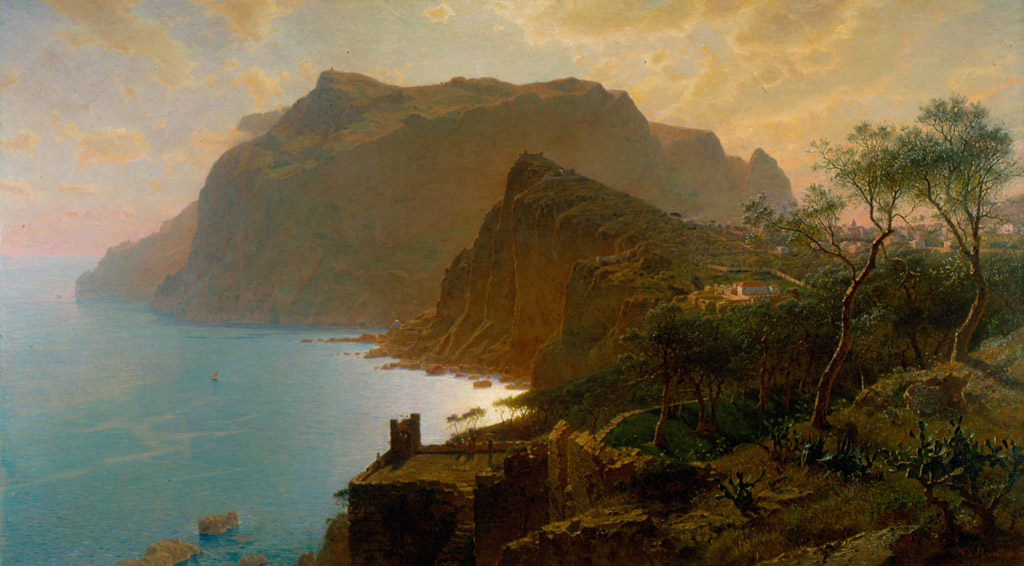
William Stanley Haseltine: The Sea from Capri, (1875)
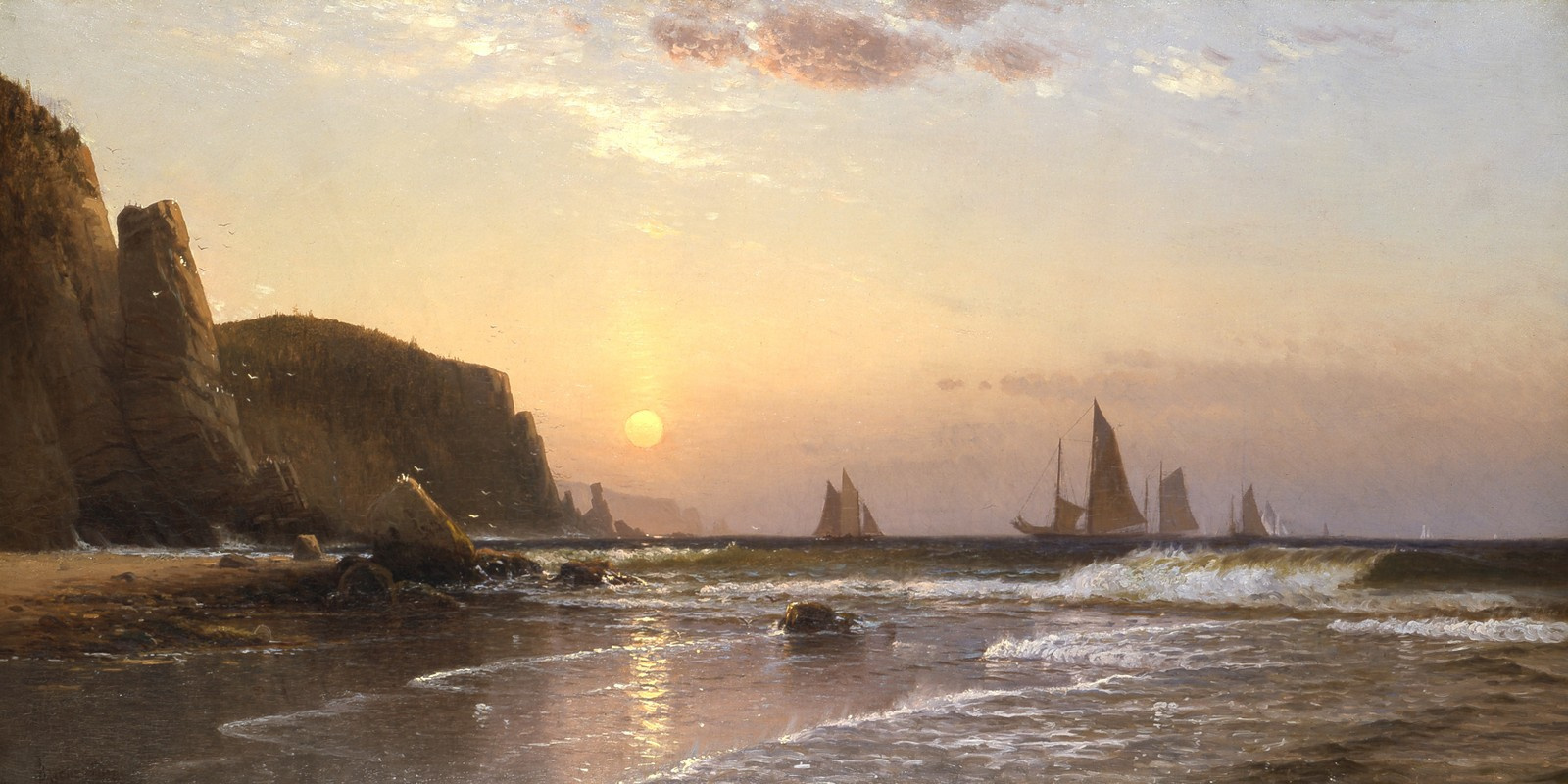
Alfred Thompson Bricher: Morning at Grand Manan, (1878)